# ARMZ ウラニウム・ホールディング
ARMZ ウラニウム・ホールディング (アトムレドメトゾロト、露: Атомредметзолото、ラテン表記: AtomRedMetZoloto) はロシアのウラン採掘企業であり、ロスアトム傘下のアトムエネルゴプロムの子会社である。
前身であるアトムレドメトゾロトは1992年に設立された。2008年にロスアトム子会社がロシア国内や他国に保有するウラン鉱山および関連資産を買い受けて、ARMZ ウラニウム・ホールディングとなった。
ARMZ ウラニウム・ホールディングはロシアとカザフスタンでウランの採掘を行っており、アルメニア、ナミビア、カナダの新鉱山にも関与している。2009年6月にはカナダのウラン採掘企業ウラニウム・ワンから発行済み株式総数の16.6%にあたる新株割り当てを受け、代わりにカザトムプロムと合弁で開発していたカラタウ鉱山の権益の50%を9,000万ドルで売却することを発表した。2013年1月にはウラニウム・ワンへの出資比率を100%に引き上げて完全子会社にすることに合意した。同年12月にはロスアトムの内部組織改正によってウラニウム・ワンはロスアトムの完全所有間接子会社となった。
2010年12月にはオーストラリアのマントラ・リソーシズ (Mantra Resources) を11億5千万ドルで買収し、タンザニアの鉱山権益を取得した。